# Knežica, Doljevac
Knežica (izvirno srbsko Кнежица) je naselje v Srbiji, ki upravno spada pod Občino Doljevac; slednja pa je del Niškega upravnega okraja.

## Demografija
V naselju živi 470 polnoletnih prebivalcev, pri čemer je njihova povprečna starost 42,3 let (42,4 pri moških in 42,1 pri ženskah). Naselje ima 171 gospodinjstev, pri čemer je povprečno število članov na gospodinjstvo 3,43.
To naselje je, glede na rezultate popisa iz leta 2002, večinoma srbsko.
|  |

| Demografija | Demografija     | Demografija     |
| Leto        | Št. prebivalcev | Št. prebivalcev |
| ----------- | --------------- | --------------- |
|             |                 |                 |
|             |                 |                 |
|             |                 |                 |
|             |                 |                 |
| 1948        | 709             |                 |
| 1953        | 734             |                 |
| 1961        | 763             |                 |
| 1971        | 673             |                 |
| 1981        | 647             |                 |
| 1991        | 648             | 643             |
| 2002        | 602             | 586             |
|             |                 |                 |

| Etnična sestava po popisu iz leta 2002 | Etnična sestava po popisu iz leta 2002 | Etnična sestava po popisu iz leta 2002 | Etnična sestava po popisu iz leta 2002 | Etnična sestava po popisu iz leta 2002 |
| -------------------------------------- | -------------------------------------- | -------------------------------------- | -------------------------------------- | -------------------------------------- |
| Srbi                                   | Srbi                                   |                                        | 537                                    | 91,63%                                 |
| Romi                                   | Romi                                   |                                        | 47                                     | 8,02%                                  |
| Bolgari                                | Bolgari                                |                                        | 1                                      | 0,17%                                  |
| Neznano                                | Neznano                                |                                        | 0                                      | 0,0%                                   |